# Le storie di Farland
Le storie di Farland è una serie televisiva fantasy italiana.
L'intera serie venne trasmessa quattro volte in tre anni (1994/1995/1997) da Rai Uno, all'interno del programma per ragazzi Solletico. Le riprese di Rodolfo Baldini furono effettuate al CPTV di Torino. In principio, il titolo della serie doveva essere "Fantasy Game", visto che Farland era stato ideato inizialmente come gioco di ruolo interattivo per la televisione dalla cooperativa C.UnS.A. per la ditta Telesia s.p.a.: il modello era quello dei racconti a bivi che gli autori della C.UnS.A. già pubblicavano su testate come L'Espresso, Kaos, La nuova ecologia e Il manifesto.
L'idea e i diritti della serie sono stati ceduti nel 2013 alla casa di produzione cinematografica di Firenze "Andreaggi Film" del regista Lorenzo Andreaggi, tramite l'ideatore ed ex amministratore delegato della Telesia s.p.a. Riccardo Colasanti. Nello stesso anno l'azienda ha iniziato la pre-produzione per una nuova serie televisiva intitolata Farland - La terra dei Kooks, mentre nel 2018 ha reso visionabili in una nuova riedizione gli episodi della serie originale de Le storie di Farland sul proprio canale YouTube. Le ricerche per i materiali originali provenienti dall'archivio nastri di Lorenzo Andreaggi, Riccardo Colasanti, Gabriele Galletti, Riccardo Simonazzi, Tommaso Liviero e Marco Sabbatini, sono stati rimasterizzati da Lorenzo Andreaggi e Mario Mariani.

## Struttura
(Formigola ad inizio episodio)
Formigola, (interpretato dall'attore Rodolfo Baldini), era il protagonista e il racconta storie. Abitava in una casetta di legno sopra un albero, insieme al suo pappagallo verde parlante Artù. Ogni giorno raccontava una sua avvincente avventura, dove narrava degli amici di Farland, o dei nemici che minacciavano il regno.
Ambientati in un regno magico pieno di nebbia, circondato da alte montagne e vulcani, le storie, anche se misteriose e spaventose, andavano sempre a terminare con il lieto fine. Al termine dell'episodio, Formigola estraeva dal suo sacchetto magico un ricordo dell'avventura: un oggetto incantato che l'aveva aiutato a punire i cattivi, oppure un trofeo d'oro donato per aver vinto la battaglia sul male: un anello, una rosa, una saetta, una carota, una sfera con un'aquila dentro, una torta, uno scettro, una clessidra, una lampada magica, una mela, ecc.
Dopo l'affettuoso sorriso di Formigola, che dava appuntamento alla prossima volta, la parola passava a Coboldo, che avrebbe rivelato la morale della storia.
(Formigola al termine dell'episodio)

## Personaggi

### I buoni
- Formigola: protagonista e nominato dal Lord dei Paladini, paladino del Lord dei Paladini; più di una volta, grazie all'Arcimago, venne trasformato in una bellissima aquila imperiale: per scacciare Ciro il Vampiro e per recuperare l'Aureo Calice, nascosto nella Fortezza della Strega Perfidia.
- Artù: è il pappagallo parlante di Formigola.
- Lanabel: è la ragazza per cui Formigola ha un debole. Nella sua casa lavora cucendo i vestiti con una macchina a pedali.
- L'Arcimago: è il mago di Farland che appare e scompare ovunque; aiuta spesso Formigola.
- L'Alchimista: è un anziano signore con un nasone lunghissimo; aiuta con pozioni Formigola.
- Coboldo: è un cinghiale parlante; viene soprannominato il saggio di Farland.
- Donna Toccasana: è la "cuoca" di Farland, se si può dire; prepara torte e zuppe d'aglio.
- Il Lord dei Paladini: è il capo dei paladini; spesso ordina a Formigola di compiere imprese.
- Pancia Tonda: è un altro strano personaggio del regno con una mezzaluna in testa.
- Vedonia: (interpretata dall'attrice Ramona Badescu) è la chiromante di Farland; è una bella donna molto giovane e attraente.
- Nestore il Mercante: era un venditore ambulante che girava per il regno di Farland. Fu proprio da lui che Formigola acquistò, con delle erbe contro i reumatismi date da Donna Toccasana, lo Specchio delle Tante Brame, con cui sconfisse più di una volta Perfidia.

### I cattivi
- L'Uomo Lupo: disturba sempre Formigola nel suo cammino; vive dietro ad una fonte di pietra.
- La Strega Perfidia: abita in una caverna piena di teschi e pipistrelli; spesso rapisce Lanabel per avere qualche riscatto da Formigola; possiede un anello magico che trasforma i suoi avversari in conigli.
- Ciro il Vampiro: vive nel castello sopra il colle di Farland; con la sua parlata napoletana e la risata draculina una volta, fece cadere in ridere tutti gli abitanti del regno; si trasforma in un pipistrello. Scomparve a metà serie quando fu cacciato per sempre da Formigola.
- Urca l'Orco: voleva conquistare Farland e cercava uomini che l'appoggiassero; una volta grazie all'aiuto dell'Alchimista, Formigola riuscì a fulminarlo con una saetta d'oro.
- Troll il Capo dei Troll: abitava in un antro fatto a forma di pescecane; era un battagliero, usava sempre la sua lancia, una volta fu anche aiutato dal fratellino Trollino. Troll a fine serie, farà una brutta fine, perché un cratere di un vulcano esplose proprio tra i suoi piedi.
- Dante il Gigante: non si può definire proprio cattivo (lo era), burbero, scontroso e sciocco, ma in fondo ha un cuore d'oro e divenne, grazie alla lealtà di Formigola, suo amico. Ama mangiare ciambelle.
- Gli Scheletri: in un episodio presero il possesso di Farland, passando da una casa all'altra e facendo sparire l'acqua da tutte le sorgenti del regno.
- I Diavoli: erano una specie di mostriciattoli alati blu o rossi, spesso erano mandati da Perfidia.
- Il genio Gamberagno: un genio della lampada, che di aspetto è un incrocio tra un gambero ed un ragno, la cui parlata ha un accento spagnolo. Quando utilizza la sua magia lo fa sempre tramite il suo pungiglione. Inizialmente buono in un episodio aiuta anche Formigola a salvare Farland dai draghi quando quest'ultimo non era stato in grado di ricevere l'aiuto dell'arcimago e dell'alchimista. In seguito però la strega Perfidia si imbatté per caso nella sua lampada e, una volta scoperto cosa fosse, utilizzò la sua magia su di lui per renderlo malvagio ed utilizzarlo per i suoi malefici piani. Alla fine dell'episodio Formigola riesce a sconfiggere entrambi facendo in modo che si colpiscano a vicenda, ma se poi Gamberagno sia tornato buono rimane il dubbio dato che Formigola stesso mostrando la sua lampada agli spettatori dichiara "Non chiedetemi di sfregarla. Potrebbe uscirne o un genio buono, o un genio cattivo."
- I draghi sputafuoco: Creature che volano e sputano fuoco. Vengono sconfitti da Formigola.

## Ambientazione
Il regno incantato è costellato di oggetti e sculture particolari e magiche, come il Cristallo (da cui apparve un essere umano luminoso), gli Alberi (incantati e dotati di parola) e il Dolmen, dove Formigola riuscì a rimettere la pietra per orizzontale e a scaturirne una scarica elettrica. In un episodio fece la sua comparsa anche un bellissimo Unicorno bianco circondato da stelline colorate e luccicanti. Le micro-scenografie furono disegnate e curate da Paolo Zeccara, il quale realizzò in scala un plastico di 6mx6m.
Come gran parte degli effetti grafici realizzati da Gabriele Galletti, l'animazione del cerchio notturno fosforescente che appariva all'inizio della sigla di Farland, venne riutilizzata per la sigla della seconda edizione del programma Luna Park di Rai Uno. Il cerchio (bianco invece che blu), ruotava intorno alla moneta d'oro che teneva in mano Fabrizio Frizzi.

## Sigla
La sigla durava 20 secondi. Iniziava con un forte suono di vento dove piano piano si formava un cerchio notturno blu fosforescente su sfondo nero e parola per parola arrivava la scritta tridimensionale gialla "Le Storie di Farland". All'arrivo della scritta Farland, il cerchio scoppiava, formando dietro ad essa del fumo veloce e blu, che piano piano si dissolveva. Da questo scoppio partiva la musica vera e propria che rendeva l'idea di quello che avrebbe mostrato la serie. Dopo questa velocissima situazione di 5 secondi, arrivavano una dietro l'altra 9 scene tratte dagli episodi, con qualche modifica per accentuare la sigla; fino all'ultima scena dove si vedeva l'Arcimago che apriva la sua mano sinistra e faceva arrivare verso lo schermo uno scoppio di fumo blu che si dissolveva poi con il titolo dell'episodio, dove piano piano, salendo si arrivava alla fine delle scale di legno della casetta sull'albero di Formigola.

## Episodi
Gli episodi furono 40, della durata di sei minuti l'uno.
Lista degli episodi in ordine cronologico:
1. La Ninfa del tempio
2. Frigomagilibro
3. La mela di Perfidia
4. L'insidia del tempo
5. Il drago di Farland
6. L'Aureo Calice
7. L'unicorno
8. La ragnatela del gambero
9. L'uomo ombra
10. Il ricatto
11. L'anello magico
12. Dante, il golosone
13. Una forchetta per Dante
14. La bacchetta di Perfidia
15. Formigola contro Formigola
16. Un mostro di strega
17. Il tesoro del drago
18. Una somiglianza magica
19. Il canto della Ninfa
20. La Ninfa incantata
21. Oxpalidur
22. L'orco e la saetta
23. La vendetta del Troll
24. Una carota speciale
25. La luna del lupo
26. Uno sguardo pietrificante
27. Un nemico in ossa e ossa
28. Il furto della voce
29. La corona farlandina
30. La torta di compleanno
31. Una gara insidiosa
32. Un fenomeno naturale
33. L'invasione dei draghi
34. Un freddo improvviso
35. A lezione con Perfidia
36. Il ritorno del Gamberagno
37. Un giorno da lupi
38. Una trasformazione imperiale
39. Un sacrificio per Farland
40. Un aiuto extraspeciale